# Paradoxodes macrops
Paradoxodes macrops är en fjärilsart som beskrevs av Thierry-mieg 1916. Paradoxodes macrops ingår i släktet Paradoxodes och familjen mätare. Inga underarter finns listade i Catalogue of Life.